# Tymmophorus gillettii
Tymmophorus gillettii är en stekelart som först beskrevs av Davis 1895.  Tymmophorus gillettii ingår i släktet Tymmophorus och familjen brokparasitsteklar. Inga underarter finns listade i Catalogue of Life.